# 1900 (film)
 (mai 2023).
Pour les articles homonymes, voir 1900 (homonymie).
Pour plus de détails, voir Fiche technique et Distribution.
1900 (titre original : Novecento) est un film franco-ouest-germano-italien réalisé par Bernardo Bertolucci sorti en 1976. Le scénario a été écrit en collaboration avec Franco Arcalli dont le père avait été assassiné par les fascistes alors qu'il n'avait que cinq ans. Le titre du film et le style de la photographie font référence au tableau de Giuseppe Pellizza, Le Quart État (Il Quarto Stato).
Le film de 317 minutes, parcourant l'histoire de l'Italie, est découpé en 4 actes, correspondant paraboliquement aux quatre saisons. L'été représente l'enfance commune d'Alfredo (Robert De Niro) et d'Olmo (Gérard Depardieu) à l'aube du XXe siècle. L'automne représente la période entre la Première Guerre mondiale et l'avènement du régime fasciste. L'hiver représente l'apogée du fascisme et le printemps la chute de la république de Salò, dernier bastion des fascistes italiens.

## Synopsis
1900 raconte les vies parallèles de deux garçons nés le même jour dans une grande propriété terrienne de l'Émilie-Romagne, en Italie, au début du XXe siècle.

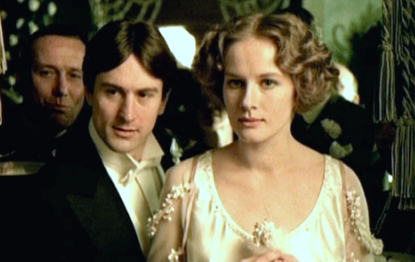
Robert De Niro et Dominique Sanda (Alfredo et Ada).

L'histoire débute fin janvier 1901, à l'annonce de la mort de Giuseppe Verdi (le 27 janvier), avec la naissance d'Alfredo, le fils du propriétaire, et d'Olmo, le fils bâtard d'une famille de métayers attachée à l'exploitation. Les deux garçons grandissent ensemble et prennent peu à peu conscience de leurs statuts sociaux opposés.

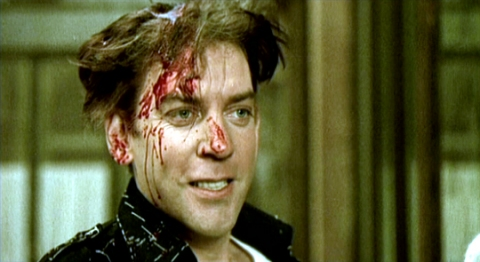
Donald Sutherland (Attila).

Alfredo est fils de grand propriétaire terrien, brimé par un père autoritaire proche des milieux fascistes. Il cherche à échapper à cette emprise paternelle et à mener une vie insouciante, laissant le contremaître fasciste Attila (membre des Chemises noires) prendre le contrôle de la propriété et brutaliser les paysans. Olmo, fils de paysan, est éveillé très tôt à son statut social pauvre. Face à l'injustice, il affirme, poussé par sa fiancée institutrice, ses convictions socialistes et organise la résistance contre les fascistes.
L'opposition de ces deux destins accompagne l'histoire de l'Italie, du progrès technologique à la Première Guerre mondiale, de la montée des revendications sociales au fascisme (squadristi). Le film se termine avec la fin de la Seconde Guerre mondiale et la victoire des paysans sur les fascistes.
Dans l'épilogue, Attila est tué par les paysans, Alfredo est jugé pour complicité mais épargné. Olmo s'adresse alors directement au spectateur pour énoncer, symboliquement, que le patron est mort.

## Fiche technique
Sauf indication contraire, les informations mentionnées dans cette section peuvent être confirmées par la base de données cinématographiques Unifrance,  présente dans la section « Liens externes ».
- Titre français : 1900 ou Mille neuf cent[2]
- Titre original : Novecento[3]
- Réalisation : Bernardo Bertolucci, assisté de Suzanne Durrenberger
- Scénario : Bernardo et Giuseppe Bertolucci, Franco Arcalli
- Musique : Ennio Morricone
- Photographie : Vittorio Storaro
- Costumes : Gitt Magrini
- Producteur : Alberto Grimaldi
- Sociétés de production : Produzioni Europee Associati (PEA), les Productions Artistes Associés, Artemis Film
- Pays de production :  Italie -  France -  Allemagne de l'Ouest[2]
- Langue de tournage : anglais, italien, émilien
- Genre : drame, fresque historique[2]
- Durée : 310 minutes (5 h 10[3])
- Dates de sortie : 
  - France : 21 mai 1976 (Festival de Cannes 1976) ; 1er septembre 1976 (en salles[2])
  - Italie : 28 août 1976 (Mostra de Venise 1976) ; 3 septembre 1976 (en salles)
  - Allemagne de l'Ouest : 21 octobre 1976 (en salles)
- Classification :
  - France : interdit aux moins de 16 ans lors de sa sortie en salles[4]
  - Italie : interdit aux moins de 14 ans[3]
  - États-Unis : interdit aux mineurs de 17 ans non accompagnés[5] (1977)
- Affiche : Jean Mascii (France)

## Distribution
- Robert De Niro (VO : Ferruccio Amendola ; VF : Francis Huster) : Alfredo Berlinghieri
- Gérard Depardieu (VO : Claudio Camaso) : Olmo Dalco
- Donald Sutherland (VO : Antonio Guidi ; VF : Jean-Pierre Kalfon) : Attila Mellanchini
- Dominique Sanda (VO : Rita Savagnone) : Ada Fiastri Paulhan
- Paolo Pavesi : Alfredo enfant
- Roberto Maccanti : Olmo enfant
- Francesca Bertini : Sœur Desolata
- Laura Betti (VF : Judith Magre) : Regina
- Werner Bruhns (VF : Riccardo Cucciolla) : Ottavio Berlinghieri
- Stefania Casini : Neve
- Stefania Sandrelli (VF : Béatrice Delfe) : Anita Foschi
- Burt Lancaster (VO : Giuseppe Rinaldi ; VF : Maurice Garrel) : le grand-père d'Alfredo
- Sterling Hayden (VO : Renato Mori ; VF : André Valmy) : Leo Dalco
- Anna Henkel (en) (VO : Rossella Izzo ; VF : Martine Irzenski) : Anita
- Ellen Schwiers (VO : Paila Pavese) : Amelia
- Alida Valli : la veuve Pioppi
- Romolo Valli (VF : Michel Piccoli) : Giovanni
- Bianca Magliacca : paysanne
- Giacomo Rizzo (it) : Rigoletto
- Pippo Campanini (en) : Don Tarcisio
- Antonio Piovanelli : Turo Dalco
- Paulo Branco[b] : Orso Dalco
- Liu Bosisio (it) : Nella Dalco
- Maria Monti : Rosina Dalco
- Anna Maria Gherardi : Eleonora
- Demesio Lusardi :
- Pietro Longari Pozioni : Pioppi
- Angelo Pellegrino (it) : tailleur
- José Quaglio : Aranzini
- Clara Colosimo : femme qui accuse Olmo
- Mario Meniconi :
- Carlotta Barilli : paysanne
- Odoardo Dall'aglio : Oreste Dalco
- Piero Vida (en) :
- Vittorio Fanfoni : Fanfoni - un fasciste
- Alessandro Bosio :
- Sergio Serafini : jeune fasciste
- Patrizia De Clara (it) : Stella
- Edda Ferronao (en) :
- Winni Riva :
- Fabio Garriba : paysan à l'exécution d'Attila
- Nazzareno Natale (en) : paysan à l'exécution d'Attila
- Katerina Kosak :
- Francesco D'Adda : soldat dans le train
- Allen Midgette (it) : vagabond
- Salvator Mureddu : chef des gardes du roi
- Mimmo Poli (it) : fasciste
- Tiziana Senatore : Regina enfant

## Développement et distribution
Bertolucci souhaitait créer un film épique sur l'Italie depuis plusieurs années. C'est grâce au succès du Dernier Tango à Paris qu'il réussit à trouver le budget de 6 millions de dollars (énorme pour l'époque) auprès de trois producteurs différents pour produire ce film à la distribution prestigieuse (De Niro, Depardieu, Lancaster, Hayden), avec de nombreux figurants, et qui reconstitue l'environnement de l'Italie du début du XXe siècle. Ce budget fut par la suite dépassé pour atteindre 9 millions.
Le réalisateur, qui avait initialement prévu son projet comme un téléfilm en plusieurs épisodes, réalisa une première mouture d'un seul tenant de plus de cinq heures. Le producteur Alberto Grimaldi, qui était contractuellement obligé par la Paramount de produire un film de trois heures et demie au maximum, dut enfermer le réalisateur en salle de montage afin qu'il réduise la durée de l'œuvre.
Fort de l'accueil favorable reçu par Le Dernier Tango à Paris, Bertolucci approfondit la veine transgressive de son cinéma. Le film comporte des scènes de sexualité explicite où les deux jeunes garçons comparent leurs érections ou, plus tard, alors qu'ils sont de jeunes hommes, l'actrice Stefania Casini les masturbe. Il met en scène crûment la perversion d'Attila, un fasciste (incarné par Donald Sutherland) qui massacre un chaton, viole un enfant et le tue sauvagement, avant d'empaler sur la grille de sa propriété une veuve qui l'avait séquestré. De ce fait, le film connaît des interdictions aux mineurs.

## Accueil
Le journal communiste L'Humanité, en 1976, encense le film : 

« L'exemple le plus grandiose, jusqu'à présent en Occident, d'un grand film politique, d'une grande fresque épique et populaire. »

Cependant, pour le critique Michel Ciment de la revue Positif, le fait « d'idéaliser le prolétariat interdit à Bertolucci de démonter le mécanisme de l'adhésion des masses au fascisme ».

## Éditions vidéo
Le 21 novembre 2018, le film sort en édition restaurée par Wild Side, et comprend 2 Blu-ray du film + un Blu-ray de bonus ainsi que 2 DVD du film + un DVD de bonus. Le coffret contient aussi un livret exclusif.

## Galerie

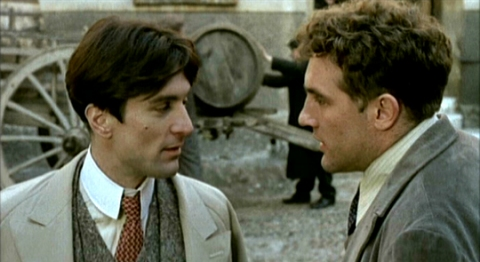
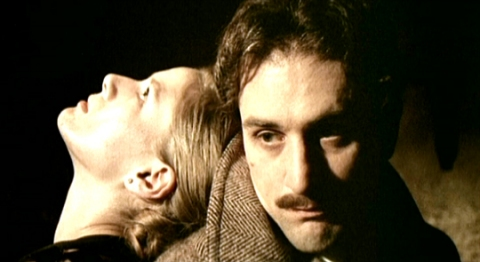
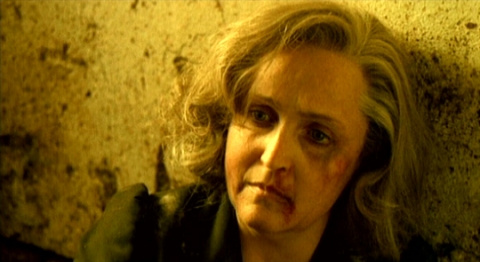
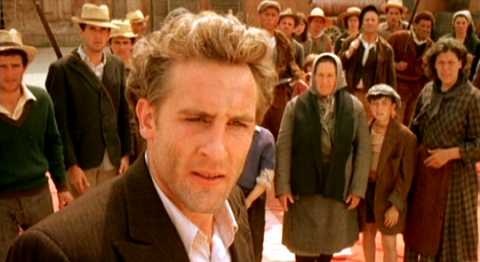
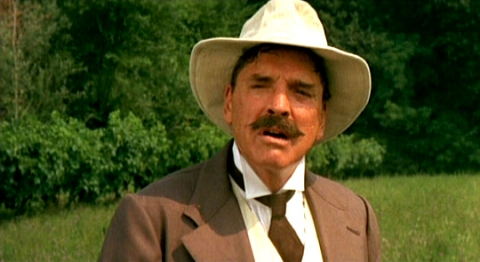
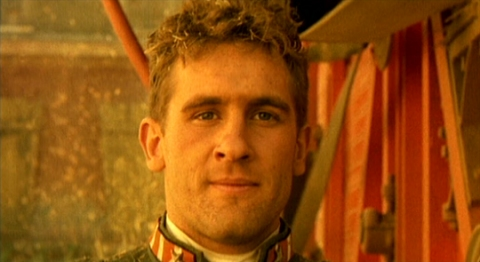
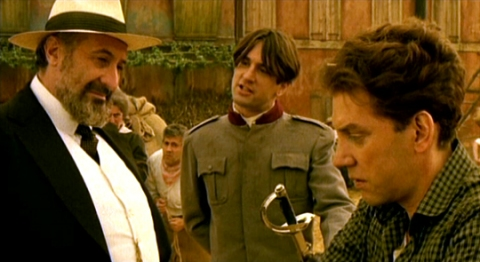
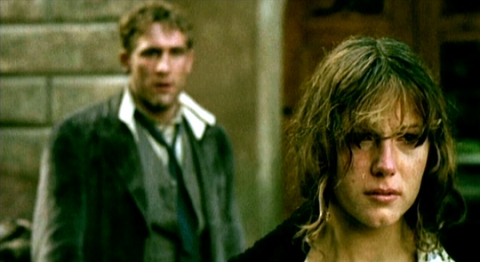
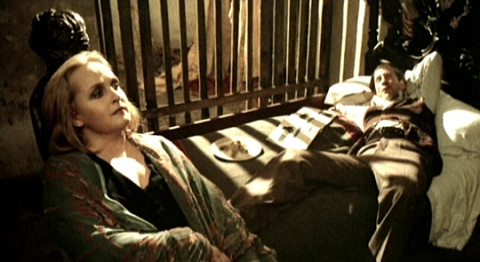